# Guo Zhongshu

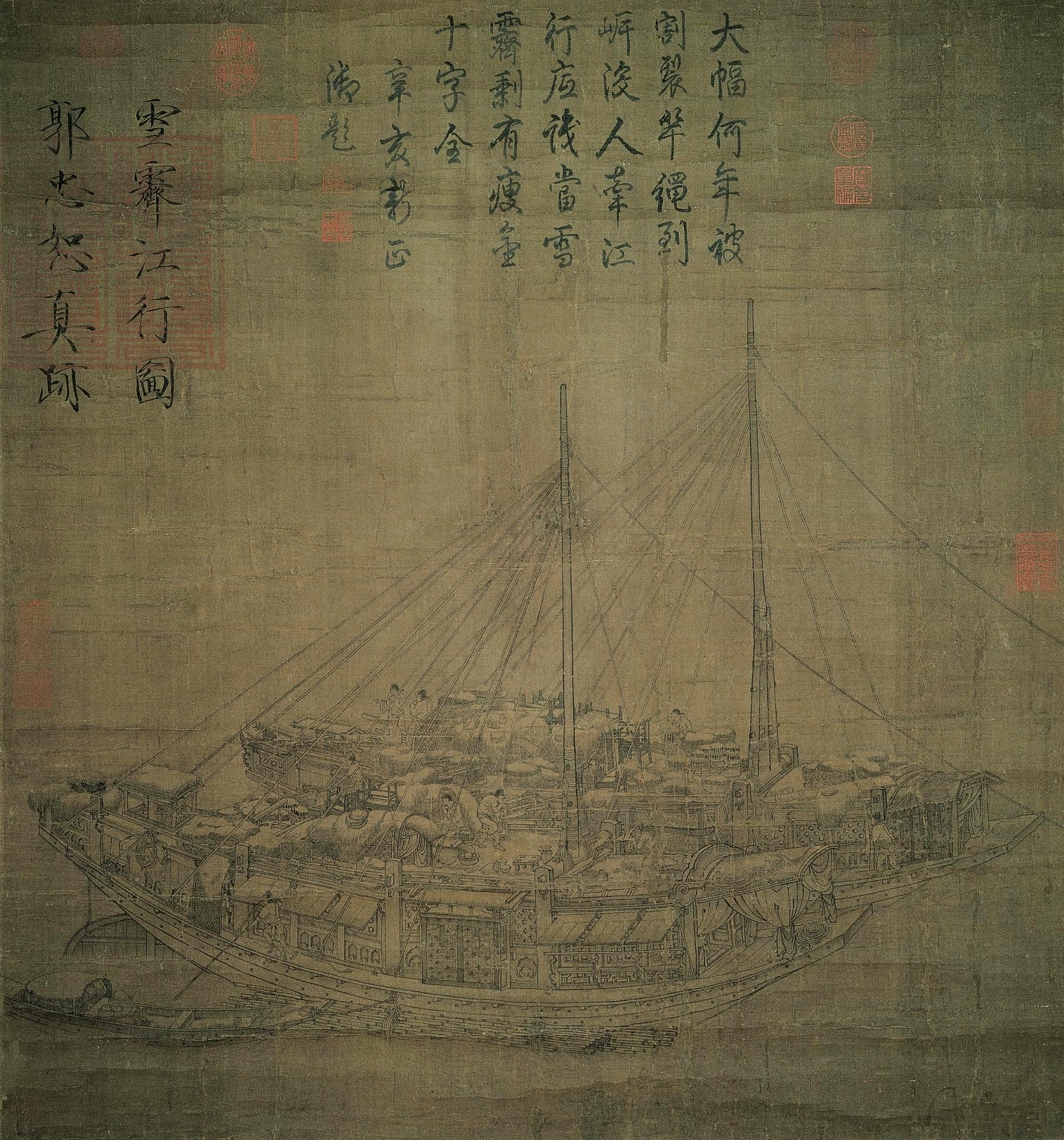
Voyage sur le fleuve lors d'une accalmie de neige, vers 975 par Guo Zhongshu.

Guo Zhongshu ou Kouo Tchong-Chou ou Kuo Chung-Shu, surnom : Shuxian. Peintre chinois du Xe siècle, originaire du Luoyang, ville de la province du Henan en Chine. Ses dates de naissance et de décès ne sont pas connues, on sait qu'il est actif dans la seconde moitié du Xe siècle.

## Biographie
Lettré confucéen, il est attaché à un temple confucianiste pendant la dynastie des Zhou postérieurs (951-959) et le début de la dynastie Song. Il est banni par l'empereur Song Taizu et meurt en exil. Guo Zhongshu est spécialisé dans la peinture de personnages, de paysages et d'architectures complexes.
Une gravure sur pierre de la période Ming représentant une vue de la villa Wangchuan d'après une copie faite par Guo Zhongshu, porte vraisemblablement des traces du premier style de Wang Wei. Les originaux de Wang Wei ont disparu. Le rouleau du Wangchuan, le paysage que le peintre contemple de sa villa, a disparu très tôt. Sa composition s'est transmise par des copies, notamment celle faite par Guo Zhonshu au début du Xe siècle, permettant ainsi la reproduction de l'œuvre en gravure sur pierre.

## Les thèmes architecturaux
Ce genre populaire dans la peinture Song est reconnu comme une catégorie thématique distincte au XIe siècle seulement. La plupart des peintres professionnels peignent bien sûr des édifices, des charrettes, bateaux et ponts, indispensables à l'illustration des paysages, scènes urbaines, scènes de genre, etc., mais il existe aussi des spécialistes du sujet, des hommes qui se vouent à l'ambitieuse exploration d'un dédale de détails et à la concrétisation de l'illusion, ainsi qu'on admette exiger  des véritables maîtres de cette catégorie. Sur ce sujet, cette note de Guo Ruoxu : « Quand on peint des constructions architecturales, les calculs doivent être irréprochables et le tracé du pinceau d'une égale fermeté ; le lointain, la profondeur pénètrent l'espace et une centaine de diagonales reculent vers un point unique »,.
Un tableau de Guo Zhongshu, Voyage sur le fleuve lors d'une accalmie de neige est à l'origine d'une immense composition horizontale d'au moins soixante-quinze centimètres de haut sur trois fois plus de long, dont une fidèle copie est la propriété du (Nelson Gal. of Art). Le présent fragment porte une inscription de l'empereur Zhongzong (r.1190-1208) de la dynastie des Jin, avec le nom du peintre et le titre de l'œuvre. Deux bateaux lourdement chargés sont halés le long d'un fleuve gelé par l'hiver, on aperçoit de nombreux personnages à travers l'architecture compliquée des bateaux. Certains se pelotonnent pour se protéger du froid, d'autres pointent le doigt et discutent du remorquage.

## Tendance à l'art naïf

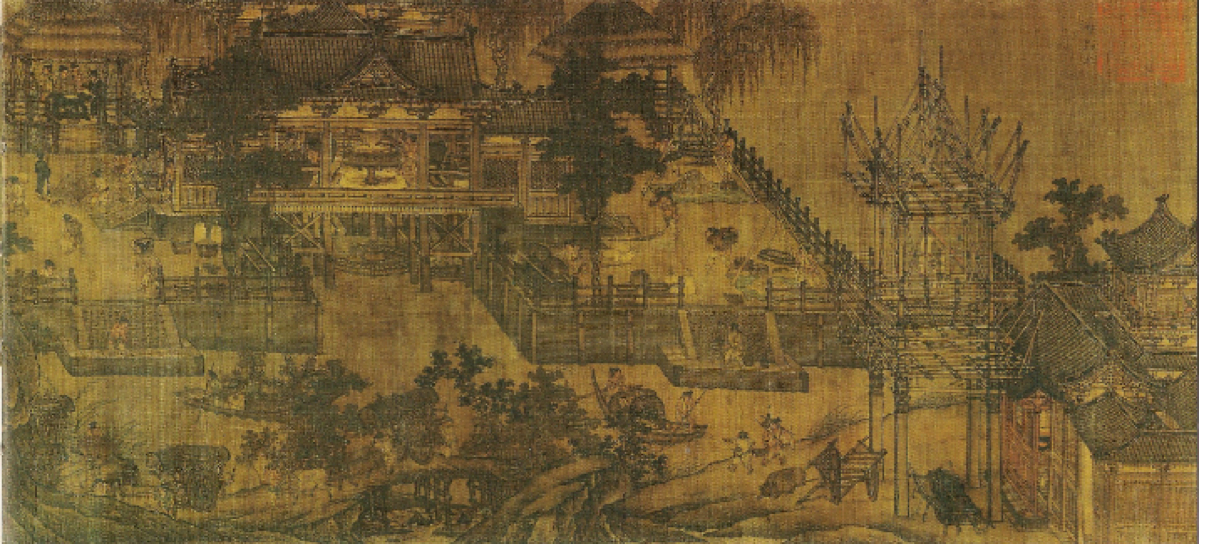
Moulin à eau, Anonyme du Xe siècle

L'objectif est ici de parvenir à une complexité de détails et à une cohérence de l'illusion dans la représentation d'actions humaines, prouesses qui requièrent une connaissance et une expérience dépassant ce qu'on attend ordinairement des peintres. La peinture de Guo Zhangshu est, selon le Xuanhe huapu, « altière et antique et n'est jamais facile à comprendre ». À l'époque où ces lignes sont écrites, Guo est bien sûr mort depuis plus d'un siècle, et son art doit véritablement paraître antique de nos jours. En son temps, toutefois, comme tant d'autres choses dans le domaine de l'art, sa peinture est une évocation vivante et immédiate de la réalité présente, comme le sont à leur époque, de manière entièrement différente, les fiers et indomptables arhat de Guanxiu.
Un autre exemple remarquable de ce genre de peinture architecturale est un petit rouleau portatif du musée de Shanghai, dépeignant avec de minutieux détails la structure et le mécanisme d'un moulin hydraulique — Moulin à eau anonyme, jadis attribué à tort à Wei Xian — On peut croire que la peinture est réalisée pour servir de traité illustré de la meunerie. Comme la composition de Guo Zhongshu traite aussi du transport commercial fluvial, on peut percevoir un lien entre les entreprises économiques et le genre architectural. C'est pourquoi, peut-être, le chef-d'œuvre de ce type de peinture, Promenade au fleuve le jour de la fête de la Pure Lumière, peut aussi parfaitement être interprétée comme la description d'une activité commerciale de la florissante économie des Song.

## Tragique destinée
Kouo Tchong-Chou –  Appellation Chou-sien ou Guo Zhongshu, peintre de la dynastie des Song. Il nait à Lo-yang ; il occupe des charges publiques, mais d'un caractère singulier et d'esprit libre, il attire sur lui la colère des autorités qu'ils critique et meurt en exil. Il peint dans un style qui lui est propre, les fabriques et le paysage. Il semble avoir quelques difficultés à faire accepter ses conceptions. Dans certains ouvrages, il est dit que ses peintures sont d'abord accueillies par des rires. C'est seulement après un certain nombre d'années qu'elles sont reconnues et estimées par les connaisseurs.

## Musées
- Kansas City (Nelson Gal. of Art):
  - Hommes remorquant un gros bateau sur un chemin de halage, vraisemblablement copie de l'époque Song.
- Taipei (Nat. Palace Mus.):
  - Plusieurs rouleaux.
  - Voyage sur le fleuve lors d'une accalmie de neige, rouleau mural, encre sur soie, vers 975. 74,1x69,2 centimètres. Collection du Musée national.
- Washington DC (Freer Gallery of Art):
  - Montagnes et pavillons à étages près d'une rivière, probablement de l'époque Ming.

| |  |  |
| Promenade au fleuve le jour de la fête de la Pure Lumière (détail (1 et 2) par Zhang Zeduan. Fin XIe ou tout début XIIe siècles. |  |  |